# Туссе
Тусин Микаэль Чиза (швед. Tousin Michael Chiza), известный как Туссе (Tusse, род. 1 января 2002, Киншаса) — шведский певец конголезского происхождения.
В возрасте пяти лет бежал из Конго вместе с родственниками, три года жил в лагере для беженцев на территории Уганды, после чего в восьмилетнем возрасте вместе с тётей иммигрировал в Швецию. До 13 лет жил в деревне Кульсбьёркен (лен Даларна).
В 2018 году дебютировал в шведской версии шоу Got Talent, где дошёл до полуфинала. В 2019 году выиграл шведскую версию другого телевизионного шоу для молодых исполнителей, Idol.
По результатам народного голосования и оценкам международного жюри в финале национального конкурса Melodifestivalen 2021 13 марта 2021 года в Стокгольме, который транслировался шведским телевидением SVT, представлял Швецию на конкурсе «Евровидение» в Роттердаме в мае 2021 года.

## Дискография

### Синглы
| Название               | Год  | Позиция в чарте | Альбом              |
| Название               | Год  | ШВЕ             | Альбом              |
| ---------------------- | ---- | --------------- | ------------------- |
| «How Will I Know»      | 2019 | —               | Внеальбомные синглы |
| «Rain»                 | 2019 | 63              | Внеальбомные синглы |
| «Innan du går»         | 2020 | —               | Внеальбомные синглы |
| «Jag tror på sommaren» | 2020 | —               | Внеальбомные синглы |
| «Crash»                | 2020 | —               | Внеальбомные синглы |
| «Voices»               | 2021 | 1               | Внеальбомные синглы |